# Linearna funkcija
Funkcija je ovisnost među dvjema veličinama koje najčešće označavamo s {\displaystyle x} i {\displaystyle y,} a      zapisujemo {\displaystyle y=f(x)} ili {\displaystyle y} je funkcija od {\displaystyle x.} Oznaku {\displaystyle f(x)} uveo je Leonhard Euler.
Veličinu {\displaystyle x} nazivamo ulazna, a {\displaystyle y} izlazna vrijednost. Napomenimo još da funkcija može biti zadana formulom, riječima, tablicom, grafom i dijagramom.
Ovdje ćemo se baviti linearnom funkcijom, tj. funkcijom oblika {\displaystyle f(x)=y=ax+b} gdje su {\displaystyle a\neq 0,b} realni brojevi. Broj {\displaystyle a} naziva se koeficijentom smjera, a broj {\displaystyle b} zovemo odsječkom na osi {\displaystyle y.}
Ako je {\displaystyle a>0} linearna funkcija raste, a ako je 
{\displaystyle a<0} funkcija pada. Dokažimo prvi dio tvrdnje. Uzmimo {\displaystyle x,x+h,h>0.} Tada je {\displaystyle a(x+h)+b=ax+b+ah>ax+b} (jer je {\displaystyle ah>0}), tj. {\displaystyle f(x+h)>f(x),} što je i trebalo pokazati. Analogno se dokazuje za {\displaystyle a<0.}

## Nagib
Neka su zadane dvije točke u Kartezijevom koordinatnom sustavu, {\displaystyle A(x_{1},y_{1}),B(x_{2},y_{2}).}
Tada je nagib funkcije na intervalu {\displaystyle [x_{1},x_{2}]}
određen kvocijentom {\displaystyle {\frac {y_{2}-y_{1}}{x_{2}-x_{1}}}={\frac {dy}{dx}}.} Kako funkciju gledamo slijeva nadesno, kažemo da vrijednost funkcije na krajnjim točkama toga intervala raste (kod ove funkcije rast/pad je konstantan) ako je nagib pozitivan, a ako je negativan kažemo da pada.
Konstantan nagib najvažnije je svojstvo linearne funkcije. Broj 
{\displaystyle a} naziva se koeficijenom smjera ili nagibom pravca koji je graf linearne funkcije. Posebno, {\displaystyle {\frac {d}{dx}}f(x)=a,} gdje je {\displaystyle f(x)=ax+b,\forall a,b\in \mathbb {R} .}
Dokažimo da je njezin nagib konstantan, tj. da je njezin graf pravac.
Pretpostavimo da imamo f-ju {\displaystyle y=ax.} Onda imamo točke {\displaystyle A(x_{1},ax_{1}),B(x_{2},ax_{2})} (uz {\displaystyle x_{1}\neq x_{2}}). Tada je nagib na intervalu {\displaystyle [x_{1},x_{2}]} jednak  {\displaystyle {\frac {a(x_{2}-x_{1})}{x_{2}-x_{1}}}\equiv a} i tvrdnja je dokazana.
Isto tako je funkcija {\displaystyle y=ax+b} pravac. Ako je {\displaystyle b>0} graf se uzdiže za {\displaystyle b} jediničnih vektora (jer je {\displaystyle y'=y+b}), a ako je {\displaystyle b<0} graf se spušta za {\displaystyle b} jediničnih vektora (jer je {\displaystyle y'=y-b).}
Slično, ako je {\displaystyle y=a(x-x_{0})+b} cijeli se graf pomiče za {\displaystyle x_{0}} udesno ako je {\displaystyle x_{0}>0}), a ulijevo za {\displaystyle x_{0}} ako je {\displaystyle x_{0}<0.}
Gornje se tvrdnje mogu dokazati i transformacijama koordinatnih osi.

## Paralelnost i okomitost pravaca
Paralenost.
Neka imamo {\displaystyle y=a_{1}x,y=a_{2}x.} Očito je da su ta dva pravca jednaka ako i samo ako je {\displaystyle a_{1}=a_{2}.} Analogno za bilo koju linearnu funkciju (zbog gore navedenih transformacija). Dakle, grafovi dviju funkcija {\displaystyle y=a_{1}x+b_{1},y=a_{2}x+b_{2}} su pravci koji su paralelni ako i samo ako vrijedi {\displaystyle a_{1}=a_{2}.}
Okomitost.
Pretpostavimo da su pravci {\displaystyle y=a_{1}x,y=a_{2}x}. Uočimo pravokutni trokut dan vrhovima {\displaystyle (0,0),(x,0),(x,a_{1}x).} I sada, rotiranjem svih ({\displaystyle \forall x\in \mathbb {R} }) takvih trokuta za {\displaystyle 90^{\circ }} dobili smo ovaj drugi pravac. Dakle, vrijedi {\displaystyle a_{2}=-{\frac {1}{a_{1}}}.} Opet, zbog gornjih transformacija, dva su pravca okomita ako i samo ako je {\displaystyle a_{1}\cdot a_{2}=-1.}

Napomenimo da je veza među transformacija grafa te paralelnosti i okomitosti pravaca sljedeća: vrijedi {\displaystyle p\parallel q} ako i samo je {\displaystyle p'\parallel q'} gdje su {\displaystyle p',q'} pravci dobiveni redom translacijom pravaca {\displaystyle p,q.} Analogno za {\displaystyle p\perp q.}

## Kut između dvaju pravaca
Lako se dokaže da za kut {\displaystyle \varphi } između neka dva pravca {\displaystyle p_{1},p_{2}} vrijedi {\displaystyle \tan {\varphi }=|{\frac {k_{2}-k_{1}}{1+k_{1}\cdot k_{2}}}|,} gdje su redom {\displaystyle k_{1},k_{2}} nagibi pravaca {\displaystyle p_{1},p_{2}.}

## Zadanost i jednadžba pravca kroz dvije točke
Linearna funkcija može biti zadana parametrima {\displaystyle a,b,} nagibom i nekom točkom ili dvjema točkama.
Pretpostavimo opet da imamo pravac 
{\displaystyle y=ax+b} i
dvije točke za koje je {\displaystyle y_{1}=ax_{1}+b,y_{2}=ax_{2}+b.} Oduzimanjem druge jednadžbe od prve dobivamo {\displaystyle y-y_{1}=a(x-x_{1}),} što pišemo kao {\displaystyle y-y_{1}={\frac {y_{2}-y_{1}}{x_{2}-x_{1}}}\cdot (x-x_{1}).}

Eksplicitni i implicitni oblik
Valja spomenuti da jednadžba pravca može biti zadana u eksplicitnom ili implicitnom obliku. Prvi oblik je bilo koja jednadžba oblika {\displaystyle Ay+Bx+C=0,} a drugi općenito jednadžba {\displaystyle y=-{\frac {B}{A}}x-{\frac {C}{A}}.}

Segmenti oblik jednadžbe pravca
Jednadžbu pravca možemo zapisati u ovome obliku: {\displaystyle {\frac {x}{m}}+{\frac {y}{n}}=1,m,n\in \mathbb {R} .} Ovaj se oblik jednadžbe pravca naziva segmentnim jer za {\displaystyle x=0} dobivamo odsječak (segment) na osi {\displaystyle y} i obrnuto. Zbog toga je površina ispod ili iznad grafa pravca omeđena koordinatnim osima jednaka {\displaystyle {\frac {1}{2}}|mn|.}

## Nultočka linearne funkcije
Općenito, nultočka je svaka vrijednost neovisne varijable {\displaystyle x} za koju je {\displaystyle f(x)=0.}
Dakle, nultočka linearne funkcije jednaka je {\displaystyle ax+b=0\iff x=-{\frac {b}{a}}.}